# العلاقات الجنوب إفريقية الكوبية
العلاقات الجنوب أفريقية الكوبية هي العلاقات الثنائية التي تجمع بين جنوب أفريقيا وكوبا.

## مقارنة بين البلدين
هذه مقارنة عامة ومرجعية للدولتين:
| وجه المقارنة                                              | جنوب أفريقيا | كوبا                              |
| --------------------------------------------------------- | --- | --------------------------------- |
| المساحة (كم2)                                             | 1.22 مليون | 109.88 ألف                        |
| عدد السكان (نسمة)                                         | 57.73 مليون | 11.48 مليون                       |
| الكثافة السكانية (ن./كم²)                                 | 47.32 | 104.48                            |
| العاصمة                                                   | بريتوريا، بلومفونتين، كيب تاون | هافانا                            |
| اللغة الرسمية                                             | لغة إنجليزية، اللغة الأفريقانية، اللغة النديبلي الجنوبية، اللغة السوثو الشمالية، اللغة السوتية، لغة سوازي، اللغة التسونجا، اللغة التسوانية، اللغة الفيندية، اللغة الكوسية، اللغة الزولوية | اللغة الإسبانية                   |
| العملة                                                    | راند جنوب أفريقي | بيزو كوبي، بيزو كوبي قابل للتحويل |
| الناتج المحلي الإجمالي (بليون دولار)                      | 349.42 مليار | 87.13 مليار                       |
| الناتج المحلي الإجمالي (تعادل القوة الشرائية) بليون دولار | 725.91 مليار |                                   |
| الناتج المحلي الإجمالي الاسمي للفرد دولار أمريكي          | 5.72 ألف |                                   |
| الناتج المحلي الإجمالي للفرد دولار أمريكي                 | 13.05 ألف |                                   |
| مؤشر التنمية البشرية                                      | 0.666 | 0.769                             |
| رمز المكالمات الدولي                                      | +27 | +53                               |
| رمز الإنترنت                                              | .za | .cu                               |
| المنطقة الزمنية                                           | ت ع م+02:00، أفريقيا/جوهانسبرغ ‏ | 00                                |

## منظمات دولية مشتركة
يشترك البلدان في عضوية مجموعة من المنظمات الدولية، منها:
| علم المنظمة | اسم المنظمة                                 | تاريخ انضمام جنوب أفريقيا | تاريخ انضمام كوبا |
| ----------- | ------------------------------------------- | ------------------------- | ----------------- |
|             | يونسكو                                      | 4 نوفمبر 1946             | 29 أغسطس 1947     |
|             | منظمة حظر الأسلحة الكيميائية                | ?                         | ?                 |
|             | منظمة التجارة العالمية                      | 1995                      | ?                 |
|             | الاتحاد البريدي العالمي                     | ?                         | ?                 |
|             | منظمة الشرطة الجنائية الدولية               | ?                         | ?                 |
|             | الأمم المتحدة                               | 7 نوفمبر 1945             | 24 أكتوبر 1945    |
|             | الاتحاد الدولي للاتصالات                    | 1910                      | 16 يناير 1918     |
|             | المنظمة الهيدروغرافية الدولية               | ?                         | ?                 |
|             | مجموعة دول أفريقيا والكاريبي والمحيط الهادئ | ?                         | ?                 |

## وصلات خارجية
- موقع وزارة الخارجية الجنوب أفريقية
- موقع وزارة الخارجية الكوبية